# Mistrovství Evropy v judu 2016 – muži – lehká váha (-73 kg)
Zápasy v judu na mistrovství Evropy v kategorii lehkých vah mužů proběhly v Kazani, 22. dubna 2016.

## Finále
| finále             |                |
| ------------------ | -------------- |
| Rustam Orudžov     | Rustam Orudžov |
| Laša Šavdatuašvili | Rustam Orudžov |

## Opravy / O bronz
Poražení čtvrtfinalisté se utkávají mezi sebou v opravách. Vítězové oprav následně vyzvou poražené semifinalisty v boji o bronzovou medaili.
| opravy              | o bronz            |                    |
| ------------------- | ------------------ | ------------------ |
| Rok Drakšič         | Rok Drakšič        | Rok Drakšič        |
| Sam Van 't Westende | Rok Drakšič        | Rok Drakšič        |
|                     | Martin Hojak       | Rok Drakšič        |
| Igor Wandtke        | Nugzar Tatalašvili | Nugzar Tatalašvili |
| Nugzar Tatalašvili  | Nugzar Tatalašvili | Nugzar Tatalašvili |
|                     | Děnis Jarcev       | Nugzar Tatalašvili |

## Pavouk
|   | 1/64                 | 1/32                 | 1/16                | čtvrtfinále         | semifinále         | finále             |
| - | -------------------- | -------------------- | ------------------- | ------------------- | ------------------ | ------------------ |
| A | volný los            | Rustam Orudžov       | Rustam Orudžov      | Rustam Orudžov      | Rustam Orudžov     | Rustam Orudžov     |
| A | volný los            | Rustam Orudžov       | Rustam Orudžov      | Rustam Orudžov      | Rustam Orudžov     | Rustam Orudžov     |
| A | volný los            | Kestutis Vitkauskas  | Rustam Orudžov      | Rustam Orudžov      | Rustam Orudžov     | Rustam Orudžov     |
| A | volný los            | Kestutis Vitkauskas  | Rustam Orudžov      | Rustam Orudžov      | Rustam Orudžov     | Rustam Orudžov     |
| A | volný los            | Jakub Ječmínek       | Jakub Ječmínek      | Rustam Orudžov      | Rustam Orudžov     | Rustam Orudžov     |
| A | volný los            | Jakub Ječmínek       | Jakub Ječmínek      | Rustam Orudžov      | Rustam Orudžov     | Rustam Orudžov     |
| A | Kiyoshi Uematsu      | Pierre Duprat        | Jakub Ječmínek      | Rustam Orudžov      | Rustam Orudžov     | Rustam Orudžov     |
| A | Pierre Duprat        | Pierre Duprat        | Jakub Ječmínek      | Rustam Orudžov      | Rustam Orudžov     | Rustam Orudžov     |
| A | volný los            | Rok Drakšič          | Rok Drakšič         | Rok Drakšič         | Rustam Orudžov     | Rustam Orudžov     |
| A | volný los            | Rok Drakšič          | Rok Drakšič         | Rok Drakšič         | Rustam Orudžov     | Rustam Orudžov     |
| A | Nuno Saraiva         | Nuno Saraiva         | Rok Drakšič         | Rok Drakšič         | Rustam Orudžov     | Rustam Orudžov     |
| A | Enrico Parlati       | Nuno Saraiva         | Rok Drakšič         | Rok Drakšič         | Rustam Orudžov     | Rustam Orudžov     |
| A | Andreas Krasas       | Andreas Krasas       | Nikola Gušić        | Rok Drakšič         | Rustam Orudžov     | Rustam Orudžov     |
| A | Arsen Gazarjan       | Andreas Krasas       | Nikola Gušić        | Rok Drakšič         | Rustam Orudžov     | Rustam Orudžov     |
| A | volný los            | Nikola Gušić         | Nikola Gušić        | Rok Drakšič         | Rustam Orudžov     | Rustam Orudžov     |
| A | volný los            | Nikola Gušić         | Nikola Gušić        | Rok Drakšič         | Rustam Orudžov     | Rustam Orudžov     |
| B | volný los            | Děnis Jarcev         | Děnis Jarcev        | Děnis Jarcev        | Děnis Jarcev       | Rustam Orudžov     |
| B | volný los            | Děnis Jarcev         | Děnis Jarcev        | Děnis Jarcev        | Děnis Jarcev       | Rustam Orudžov     |
| B | Cédric Bessi         | Daniel Williams      | Děnis Jarcev        | Děnis Jarcev        | Děnis Jarcev       | Rustam Orudžov     |
| B | Daniel Williams      | Daniel Williams      | Děnis Jarcev        | Děnis Jarcev        | Děnis Jarcev       | Rustam Orudžov     |
| B | volný los            | Martin Thiblin       | Dirk Van Tichelt    | Děnis Jarcev        | Děnis Jarcev       | Rustam Orudžov     |
| B | volný los            | Martin Thiblin       | Dirk Van Tichelt    | Děnis Jarcev        | Děnis Jarcev       | Rustam Orudžov     |
| B | Hasan Vanlıoğlu      | Dirk Van Tichelt     | Dirk Van Tichelt    | Děnis Jarcev        | Děnis Jarcev       | Rustam Orudžov     |
| B | Dirk Van Tichelt     | Dirk Van Tichelt     | Dirk Van Tichelt    | Děnis Jarcev        | Děnis Jarcev       | Rustam Orudžov     |
| B | volný los            | Miklós Ungvári       | Sam Van 't Westende | Sam Van 't Westende | Děnis Jarcev       | Rustam Orudžov     |
| B | volný los            | Miklós Ungvári       | Sam Van 't Westende | Sam Van 't Westende | Děnis Jarcev       | Rustam Orudžov     |
| B | volný los            | Sam Van 't Westende  | Sam Van 't Westende | Sam Van 't Westende | Děnis Jarcev       | Rustam Orudžov     |
| B | volný los            | Sam Van 't Westende  | Sam Van 't Westende | Sam Van 't Westende | Děnis Jarcev       | Rustam Orudžov     |
| B | Dmitrij Fedosejenkov | Tohar Butbul         | Tohar Butbul        | Sam Van 't Westende | Děnis Jarcev       | Rustam Orudžov     |
| B | Tohar Butbul         | Tohar Butbul         | Tohar Butbul        | Sam Van 't Westende | Děnis Jarcev       | Rustam Orudžov     |
| B | volný los            | Serhij Drebot        | Tohar Butbul        | Sam Van 't Westende | Děnis Jarcev       | Rustam Orudžov     |
| B | volný los            | Serhij Drebot        | Tohar Butbul        | Sam Van 't Westende | Děnis Jarcev       | Rustam Orudžov     |
| C | volný los            | Sagi Muki            | Sagi Muki           | Martin Hojak        | Martin Hojak       | Laša Šavdatuašvili |
| C | volný los            | Sagi Muki            | Sagi Muki           | Martin Hojak        | Martin Hojak       | Laša Šavdatuašvili |
| C | volný los            | Eetu Laamanen        | Sagi Muki           | Martin Hojak        | Martin Hojak       | Laša Šavdatuašvili |
| C | volný los            | Eetu Laamanen        | Sagi Muki           | Martin Hojak        | Martin Hojak       | Laša Šavdatuašvili |
| C | Frigyes Szabó        | Vali Kurdžev         | Martin Hojak        | Martin Hojak        | Martin Hojak       | Laša Šavdatuašvili |
| C | Vali Kurdžev         | Vali Kurdžev         | Martin Hojak        | Martin Hojak        | Martin Hojak       | Laša Šavdatuašvili |
| C | volný los            | Martin Hojak         | Martin Hojak        | Martin Hojak        | Martin Hojak       | Laša Šavdatuašvili |
| C | volný los            | Martin Hojak         | Martin Hojak        | Martin Hojak        | Martin Hojak       | Laša Šavdatuašvili |
| C | volný los            | Dex Elmont           | Dex Elmont          | Igor Wandtke        | Martin Hojak       | Laša Šavdatuašvili |
| C | volný los            | Dex Elmont           | Dex Elmont          | Igor Wandtke        | Martin Hojak       | Laša Šavdatuašvili |
| C | Motiejus Čalka       | Javier Ramírez       | Dex Elmont          | Igor Wandtke        | Martin Hojak       | Laša Šavdatuašvili |
| C | Javier Ramírez       | Javier Ramírez       | Dex Elmont          | Igor Wandtke        | Martin Hojak       | Laša Šavdatuašvili |
| C | volný los            | Damian Szwarnowiecki | Igor Wandtke        | Igor Wandtke        | Martin Hojak       | Laša Šavdatuašvili |
| C | volný los            | Damian Szwarnowiecki | Igor Wandtke        | Igor Wandtke        | Martin Hojak       | Laša Šavdatuašvili |
| C | Igor Wandtke         | Igor Wandtke         | Igor Wandtke        | Igor Wandtke        | Martin Hojak       | Laša Šavdatuašvili |
| C | Jaromír Ježek        | Igor Wandtke         | Igor Wandtke        | Igor Wandtke        | Martin Hojak       | Laša Šavdatuašvili |
| D | volný los            | Nugzar Tatalašvili   | Nugzar Tatalašvili  | Nugzar Tatalašvili  | Laša Šavdatuašvili | Laša Šavdatuašvili |
| D | volný los            | Nugzar Tatalašvili   | Nugzar Tatalašvili  | Nugzar Tatalašvili  | Laša Šavdatuašvili | Laša Šavdatuašvili |
| D | Jorgos Azojidis      | Jorgos Azojidis      | Nugzar Tatalašvili  | Nugzar Tatalašvili  | Laša Šavdatuašvili | Laša Šavdatuašvili |
| D | Antonio Esposito     | Jorgos Azojidis      | Nugzar Tatalašvili  | Nugzar Tatalašvili  | Laša Šavdatuašvili | Laša Šavdatuašvili |
| D | volný los            | Tommy Macias         | Nikola Gardašević   | Nugzar Tatalašvili  | Laša Šavdatuašvili | Laša Šavdatuašvili |
| D | volný los            | Tommy Macias         | Nikola Gardašević   | Nugzar Tatalašvili  | Laša Šavdatuašvili | Laša Šavdatuašvili |
| D | volný los            | Nikola Gardašević    | Nikola Gardašević   | Nugzar Tatalašvili  | Laša Šavdatuašvili | Laša Šavdatuašvili |
| D | volný los            | Nikola Gardašević    | Nikola Gardašević   | Nugzar Tatalašvili  | Laša Šavdatuašvili | Laša Šavdatuašvili |
| D | volný los            | Laša Šavdatuašvili   | Laša Šavdatuašvili  | Laša Šavdatuašvili  | Laša Šavdatuašvili | Laša Šavdatuašvili |
| D | volný los            | Laša Šavdatuašvili   | Laša Šavdatuašvili  | Laša Šavdatuašvili  | Laša Šavdatuašvili | Laša Šavdatuašvili |
| D | Vadim Šoka           | André Alves          | Laša Šavdatuašvili  | Laša Šavdatuašvili  | Laša Šavdatuašvili | Laša Šavdatuašvili |
| D | André Alves          | André Alves          | Laša Šavdatuašvili  | Laša Šavdatuašvili  | Laša Šavdatuašvili | Laša Šavdatuašvili |
| D | Gheorghe Blanaru     | Gheorghe Blanaru     | Dmytro Kanyvec      | Laša Šavdatuašvili  | Laša Šavdatuašvili | Laša Šavdatuašvili |
| D | Ljubisa Kovačević    | Gheorghe Blanaru     | Dmytro Kanyvec      | Laša Šavdatuašvili  | Laša Šavdatuašvili | Laša Šavdatuašvili |
| D | volný los            | Dmytro Kanyvec       | Dmytro Kanyvec      | Laša Šavdatuašvili  | Laša Šavdatuašvili | Laša Šavdatuašvili |
| D | volný los            | Dmytro Kanyvec       | Dmytro Kanyvec      | Laša Šavdatuašvili  | Laša Šavdatuašvili | Laša Šavdatuašvili |